# Джефферсон (округ, Кентукки)
Дже́фферсон (англ. Jefferson County) — округ в США, штате Кентукки. Официально образован в 1780 году. Получил своё название по имени третьего президента США Томаса Джефферсона. По состоянию на 2012 год, численность населения округа составляла 750 828 человек.

## География
По данным Бюро переписи США, общая площадь округа равняется 1032,0 км², из которых 997 км² это суша и 35 км² или 0,31 % это водоёмы.

### Соседние округа
- Буллитт (юг)
- Шелби (east)
- Олдем (северо-восток)
- Spencer County (юго-восток)
- Hardin County (юго-запад)
- Clark County, Indiana (север)
- Harrison County, Indiana (запад)
- Floyd County, Indiana (северо-запад)

## История
Официально образован в 1780 году. 
В 1781 году произошло массовое убийство европейских поселенцев индейцами у слияния реки Флойдс-Форк с ручьем Лонг-Ран, вдоль тропы Фоллс-Трейс.

## Демография
По данным переписи населения 2000 года в округе проживает 693 604 жителей в составе 287 012 домашних хозяйств и 183 113 семей. Плотность населения составляет 695 человека на км². На территории округа насчитывается 305 835 жилых строений, при плотности застройки 307 строения на км². Расовый состав населения: белые — 77,38 %, афроамериканцы — 18,88 %, коренные американцы (индейцы) — 0,22 %, азиаты — 1,39 %, представители других рас — 0,68 %, представители двух или более рас — 1,42 %. Испаноязычные составляли 1,78 % населения.
В составе 29,60 % из общего числа домашних хозяйств проживают дети в возрасте до 18 лет, 45,20 % домашних хозяйств представляют собой супружеские пары проживающие вместе, 14,70 % домашних хозяйств представляют собой одиноких женщин без супруга, 36,20 % домашних хозяйств не имеют отношения к семьям, 30,50 % домашних хозяйств состоят из одного человека, 10,30 % домашних хозяйств состоят из престарелых (65 лет и старше), проживающих в одиночестве. Средний размер домашнего хозяйства составляет 2,37 человека, и средний размер семьи 2,97 человека.
Возрастной состав округа: 24,30 % моложе 18 лет, 8,90 % от 18 до 24, 30,40 % от 25 до 44, 22,80 % от 45 до 64 и 13,50 % от 65 и старше. Средний возраст жителя округа 37 лет. На каждые 100 женщин приходится 91,60 мужчин. На каждые 100 женщин старше 18 лет приходится 87,60 мужчин.
Средний доход на домохозяйство в округе составлял 43 789 USD, на семью — 49 161 USD. Среднестатистический заработок мужчины был 36 484 USD против 26 255 USD для женщины. Доход на душу населения был 22 352 USD. Около 9,50 % семей и 12,40 % общего населения находились ниже черты бедности, в том числе — 18,10 % молодежи (тех кому ещё не исполнилось 18 лет) и 8,80 % тех кому было уже больше 65 лет.